# 卢氏惨案
卢氏惨案1945年发生于中华民国河南省卢氏县（现中华人民共和国河南省三门峡市卢氏县）。

## 背景
1945年春天，日本陆军大将冈村宁次亲自策划制定并指挥侵略河南的军事行动，于5月20日进入卢氏县境内。而驻守在卢氏县境内的國民革命軍第一战区指挥官蒋鼎文早已臨陣而逃，只剩下一群沒有人指揮的散兵。

## 过程
1945年5月20日凌晨2时，冈村宁次麾下侵华日军第37师团226联队以照村为根据地向卢氏县城发动攻击。中國守軍溃散逃跑。日军兵分两路，一路进城放火，另一路在卢氏县军用飞机场进行埋伏，企图狙击从城中逃出的中國軍隊。逃出城的军队迫使百姓走在最前面，日军向逃出的百姓和軍隊开枪，杀死了500多人，其中大部分是老百姓。